# Mario Benzecry
Mario Benzecry (Buenos Aires, 8 de junio de 1936) es un director de orquesta argentino.

## Estudios
Realizó sus estudios en Buenos Aires con Teodoro Fuchs, en Francia con Pierre Dervaux (beca de Gobierno francés, en 1966-1968), repertorio contemporáneo con Max Deutsch, y en Niza con Carl Osterreicher, de la Academia de Viena.

## Trayectoria
Entre 1968 a 1970 fue director adjunto de la Orquesta Gulbenkian de Lisboa (Portugal). Participó en el XIV y XV Festival Internacional de Música "Gulbenkian" y del XIV Festival Internacional de Sintra, ambos de Portugal.
En 1970, en Nueva York, obtuvo el primer premio del Concurso Internacional para Directores de Orquesta "Dimitri Mitropoulos". Dirigió la Orquesta Filarmónica de Nueva York en 1970 y 1971 como asistente de Leonard Bernstein, Pierre Boulez, Karl Boehm y otros.
Dirigió la Orquesta Nacional de la Opera de Montecarlo, donde fue galardonado con el premio "Príncipe Rainiero III" y en la cual también fue ayudante de Igor Markevitch.
Fue director asociado de la Orquesta Sinfónica de Houston (Texas) en los años 1973 y 1974 al frente de la cual dirigió 58 conciertos.
Dirigió además las siguientes orquestas:
- Orquesta de la Radio Televisión Francesa
- Orquesta Sinfónica de Venezuela
- Orquesta Filarmónica de Sao Paulo (Brasil).
- Orquesta del SODRE
- Orquesta Sinfónica Municipal de Montevideo (Uruguay).
- Orquesta Sinfónica Municipal de Santiago de Chile
- Orquesta de la Académica D'Eté de Niza (Francia),
- Orquesta de la Radiodifusión de Baviera, en Múnich (Alemania).
- Orquesta de la Radio Televisión Belga
- Orquesta Sinfónica de Bamberg
- Orquesta Radio Synphonique de la ORTF, en Lille (Francia),
- Orquesta Sinfónica du Grand Montreal (Canadá).
- Orquesta Sinfónica del Centenario, de Vancouver (Canadá).
- Orquesta Sinfónica Simón Bolívar, en Caracas (Venezuela).
- Orquesta Sinfónica de Sheboygan de Milwaukee (Estados Unidos).
- Orquesta Sinfónica de Manitowoc (Estados Unidos).
- Orquesta Sinfónica Carlos Chávez, de México
- Orquesta Sinfónica Gran Mariscal, de Ayacucho (Venezuela).

Entre 1966 y 1968, en París, fundó y dirigió L'Orchestre des Solistes Boursiers du Gouverrnen Francais
y L'Ensemble de la Cité Internationale des Arts.
En 1977 fue director titular de la Orquesta Sinfónica de la Universidad de San Juan (Argentina).
En 1982 elegido por concurso director titular de la Orquesta de Cámara Mayo.
Desde 1976 a 1988 fue profesor titular por concurso de la cátedra de Dirección Orquestal de la Facultad de Bellas Artes de la Universidad de La Plata (provincia de Buenos Aires), y es profesor de Dirección Orquestal en el Conservatorio Nacional de Música (ciudad de Buenos Aires).
Ha dirigido ópera y ballet, entre otros títulos: Don Giovanni (de Mozart), Rigoletto y Nabucco (de Verdi), La Cambiale di matrimonio (de Rossini); Giselle, Petrouchka, Coppelia, La Sylphide, etc.
Ha sido jurado internacional del Concurso de Música de Canadá por cinco veces consecutivas.
Ha recibido la distinción de ciudadano honorario de Nueva Orleans (Estados Unidos) por el municipio de esa ciudad (1988).
Ha sido designado, desde su creación, secretario de la Comisión Directiva de la Asociación Interamericana de Directores de Orquesta (OEA-CIDEM).
Fue distinguido con el Gran Premio al Intérprete por la Sociedad Argentina de Autores, Intérpretes y Compositores de Argentina. (SADAIC-1989) Fue distinguido con el Meridiano de Plata de la Revista Meridiano de Cultura 1989.
En octubre de 1991 realizó una gira al frente de la Orquesta de Cámara Mayo que incluyó Washington (Estados Unidos), Zúrich, Ginebra y Berna (Suiza).
En junio de 1994, en Venezuela, dictó por quinto año consecutivo el Curso de Dirección Orquestal para becarios de toda América con el auspicio de la OEA, la Asociación Interamericana de Directores de Orquesta y la Fundación del Estado para las Orquestas de Venezuela.
Actualmente es Director Titular de la Orquesta Sinfónica Juvenil Nacional "José de San Martín" de Argentina.
En 2019 fue reconocida por la Fundación Konex con una Mención Especial por la creación y compromiso con la Orquesta Sinfónica Juvenil Nacional José de San Martín.